# イヴォ・リンア
イヴォ・リンア（Ivo Linna、1949年6月12日 - ）は、エストニアの歌手。

## 経歴
イヴォ・リンアは、ムスティクス（1966年-1967年）というバンドで歌とギターを開始。その後、System（1968年）と再びムスティクス（1969年）に参加。その後エストニアで兵役に就き、トンディの軍楽隊で音楽を演奏した。
リンアは、1968年の秋に初めてエストニアテレビの番組「Kanal 13」に出演。
ソビエト連邦（ソ連）の軍隊での兵役を終えた後、タリンのバーでソロ歌手として活動した。その後は様々なバンドに所属し、1978年から2022年まではRock Hotelというバンドに参加した。
1987年から1991年にかけて発生した、バルト三国（エストニア、ラトビア、リトアニア）の独立を目指す「歌う革命」（エストニア語: laulev revolutsioon）の時期に、　リンアは重要な音楽家の一人となり、愛国的な曲を歌い、有名になった。
ソ連崩壊後に、彼は1996年のユーロビジョン・ソング・コンテストに、マーリャ・リース・イルースと共にエストニアを代表して参加し、曲「Kaelakee Hääl」（ネックレスの音）で5位に入賞した。
彼は2017年のエストニアの公共放送局EestiRahvusringhäälingが主催する音楽コンクールのEesti Laulに曲「Suur Loterii」（ビッグ・ロト）で参加しました。この曲は準決勝となったが、決勝戦の10曲中5位となった。
2000年、エストニア大統領のレナルト・メリはリンアに白星勲章のIV等級を授与した。

## ディスコグラフィ
- Ivo Linna'93 (1993年)
- Ivo Linna (2001年)
- Enne ja pärast päeva (2001年)
- Üksi, iseendas üksi... (2006年)